# László Tóth

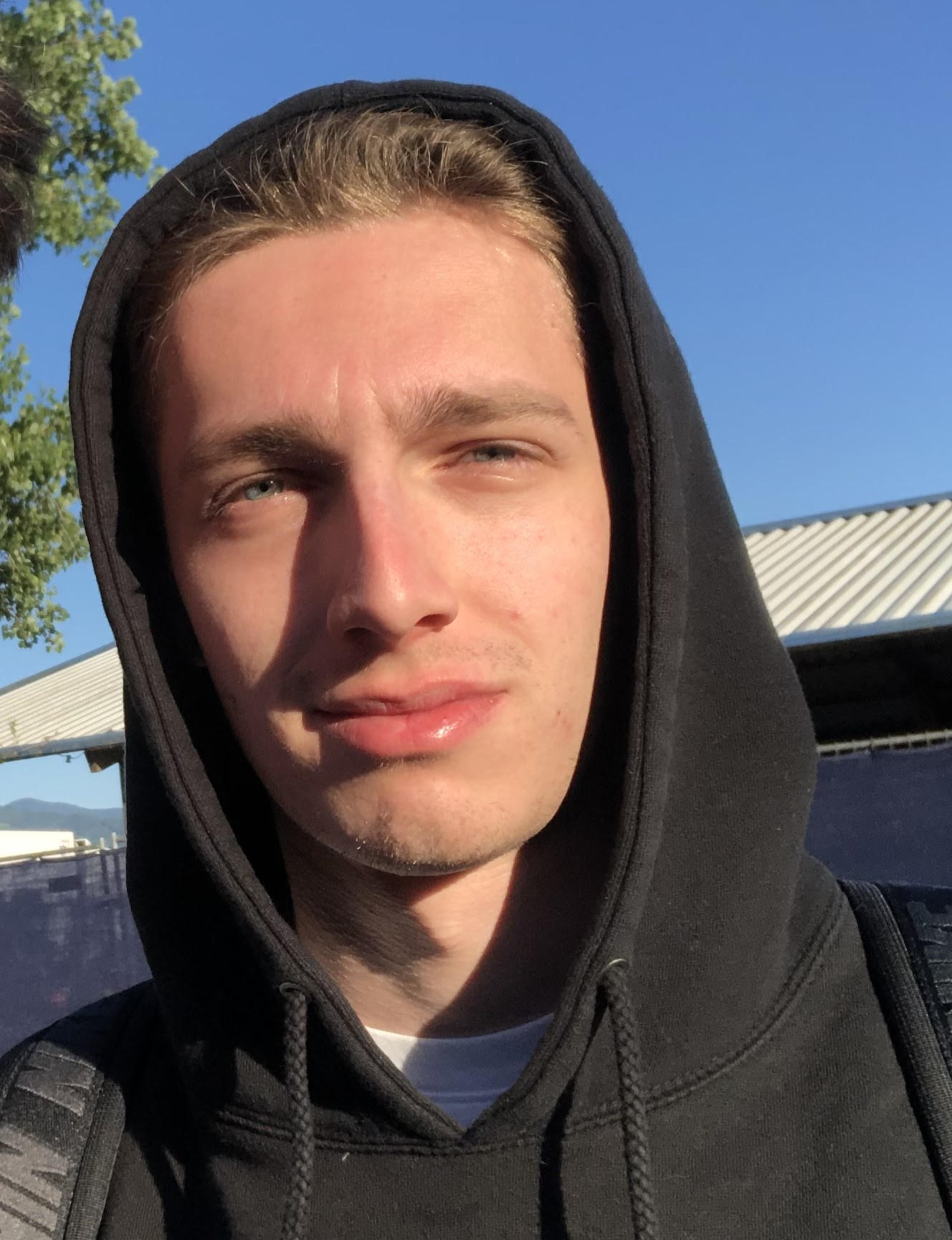
László Tóth

László Tóth (Telki, 2 juni 2000) is een Hongaars autocoureur.

## Carrière
Tóth begon zijn autosportcarrière in het karting op dertienjarige leeftijd. Hij begon in Hongarije en nam later ook deel aan kampioenschappen in Duitsland en Europa. 2016 was voor hem een succesvol jaar met een derde plaats in zowel de Rotax Max Junior-klasse van de Rotax Max Wintercup en de Junior-klasse van het Hungarian International Open Championship. In 2017 kwam hij uit in de KZ2-klasse van het Europese kampioenschap, waarin hij op plaats 48 eindigde, en van het wereldkampioenschap, dat hij als negentiende afsloot.
In 2018 maakte Tóth de overstap naar het formuleracing, waarin hij in diverse Formule 4-klassen reed. Hij begon het jaar in het Formule 4-kampioenschap van de Verenigde Arabische Emiraten als gastcoureur in het raceweekend op het Yas Marina Circuit bij DR Formula, met twee negende plaatsen als beste noteringen. Vervolgens kwam hij voor hetzelfde team uit in het Italiaanse Formule 4-kampioenschap, maar na drie raceweekenden, waarin een achttiende plaats op de Adria International Raceway zijn beste resultaat was, verliet hij de klasse. Hierna reed hij vanaf het tweede raceweekend van het Spaanse Formule 4-kampioenschap bij MP Motorsport. Een vijfde plaats in zijn debuutrace op het Circuit Ricardo Tormo Valencia was zijn beste resultaat, waardoor hij met 47 punten elfde werd in de eindstand. Ook reed hij voor MP in het laatste raceweekend van het SMP Formule 4-kampioenschap op het TT-Circuit Assen, waarin hij eenmaal twaalfde en tweemaal elfde werd.
In 2019 bleef Tóth in de Formule 4, maar stapte hij over naar het ADAC Formule 4-kampioenschap, waarin hij uitkwam voor het team R-ace GP. Hij kende een lastig seizoen en behaalde enkel in de seizoensfinale op de Sachsenring een top 10-finish met een negende plaats. Hierdoor eindigde hij met twee punten op de twintigste plaats in het klassement. Ook reed hij in drie raceweekenden van de Italiaanse Formule 4 bij R-ace, waarin een achttiende plaats op de Hungaroring zijn beste resultaat was. Aan het eind van het seizoen nam hij deel aan de FIA Motorsport Games, waarin hij in de Formule 4-klasse uitkwam voor zijn nationale team. Hij werd vierde in de kwalificatierace en zevende in de hoofdrace.
In 2020 kwam Tóth uit in de Eurocup Formule Renault 2.0 bij het team Bhaitech Racing. Hij behaalde drie top 10-finishes, met een zevende plaats in het eerste raceweekend op het Autodromo Nazionale Monza als zijn beste resultaat. Hierdoor eindigde hij met 14 punten als zestiende in het kampioenschap.
In 2021 maakte Tóth zijn debuut in het FIA Formule 3-kampioenschap, waarin hij uitkwam voor het team Campos Racing. Hij kende een moeilijk seizoen, waarin een zestiende plaats op het Circuit Zandvoort zijn beste resultaat was en hij het raceweekend op het Circuit Paul Ricard moest missen nadat hij positief had getest op COVID-19. Hij eindigde puntloos op plaats 32 in het klassement.
In 2022 bleef Tóth actief in de FIA Formule 3, maar stapte hij over naar het team Charouz Racing System. Hij behaalde drie negentiende plaatsen als beste klasseringen, waardoor hij opnieuw geen punten scoorde en op plaats 37 in het kampioenschap eindigde.